# Stella Young
Stella Jane Young (24. februar 1982 - 6. december 2014) var en australsk komiker, journalist og handicapaktivist. 

## Tidligt liv og uddannelse
Young blev født i 1982  i Stawell, Victoria. Hun blev født med osteogenesis imperfecta og brugte en kørestol det meste af sit liv. Da hun var 14 reviderede hun tilgængeligheden for personer med nedsat førlighed.
Hun havde en bacheloruddannelse i journalistik og PR fra Deakin University, Geelong og en kandidateksamen i Uddannelsesvidenskab fra University of Melbourne. Efter endt uddannelse i 2004 arbejdede hun i en periode som gymnasielærer.

## Karriere
Young arbejdede som redaktør for Australian Broadcasting Corporation 's online magasin Ramp Up. Inden hun kom til ABC, havde hun arbejdet som underviser i programmer på Melbourne Museum og været vært for otte sæsoner af No Limits, et handicapkulturprogram på tv-station Channel 31. 
I en Ramp Up-artikel der blev offentliggjort i juli 2012, gik hun til værks med at dekonstruere samfundets vane med at gøre handicappede til det, hun kaldte " inspirationsporno". Konceptet blev yderligere populariseret i hendes TEDxSydney-præsentation i april 2014 med titlen "Jeg er ikke din inspiration, mange tak". 
Hun var medlem af bestyrelserne for Ministerial Advisory Council for Department of Victorian Communities, Victorian Disability Advisory Council, Youth Disability Advocacy Service og Women with Disabilities Victoria. 
I 2017 blev Young optaget posthumt på Victorias liste for ærefulde kvinder for anerkendelse af hendes arbejde som journalist, komiker, feminist og handicapaktivist.

## Død
Young døde uventet i Melbourne den 6. december 2014, af hvad man mener var en aneurisme.

## Eksterne links
- StellaYoung.com
- Young, Stella i Encyclopedia of Women and Leadership in Twentieth-Century Austraalia